# Johannes Schenck

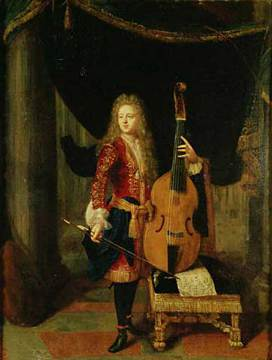
Johannes Schenck mit Gambe, Gemälde von Constantin Netscher

Johannes Schenck (auch Johan Schenk; getauft 3. Juni 1660 in Amsterdam; † nach 1712) war ein deutsch-niederländischer Komponist und Gambenspieler.

## Leben
Johannes Schenck war ein Sohn des Weinhändlers Wijnant Schenk aus Köln und Catharina Kempius aus Gladbeck und wurde in der Mozes en Aäronkerk katholisch getauft. 1680 heiratete Schenck in der Nieuwe Kerk Geertruyd Hamel. Bis 1696 lebte er in Amsterdam, wo er u. a. mit dem Dichter Govert Bidloo zusammenarbeitete.
1686 komponierte Schenck die erste Oper zu einem niederländischen Libretto – das Singspiel Opera op de Zinspreuk „Zonder Spys en Wyn, Kan geen Liefde zyn“ („Opera nach dem Sinnspruch ‚Ohne Speis’ und Wein kann kein’ Liebe sein‘“) mit dem Untertitel bzw. Motto „Sine Cerere & Baccho friget Venus“ („Ohne Ceres und Bacchus friert Venus“, sinngemäße Übersetzung u. a. „Ohne Kost und ohne Wein kann die Liebe nicht gedeihn“). 1687 veröffentlichte Schenck 28 Arien seiner Oper in der Bearbeitung für Singstimme und Basso continuo unter dem Titel Eenige / GEZANGEN / uit de opera van / Bacchus, Ceres, en Venus. / Gesteld door / Joan Schenk („Einige Gesänge aus der Oper über Bacchus, Ceres und Venus, komponiert von Joan Schenk“, enthalten in op. 1), aus dem sich der Titel der anhand dieser Ausgabe rekonstruierten Fassung der Oper Bacchus, Ceres und Venus ableitet; das originale Notenmaterial der Oper ist nicht erhalten.
1696 wurde Schenck als Kammermusikus an den Hof des Pfalzgrafen Jan Wellem nach Düsseldorf berufen. Unter ihrem Kapellmeister Sebastiano Moratelli erlebte die Düsseldorfer Hofoper damals eine Blüte, und so begegnete Schenck hier bedeutenden Komponisten und Musikern seiner Zeit, darunter Georg Friedrich Händel, Francesco Maria Veracini, Silvius Leopold Weiss und dem Kastraten Benedetto Baldassari. Schencks spätere Kompositionen waren von diesen Begegnungen beeinflusst.
Dass der zeitgenössisch „weit-berühmte“ Gambenvirtuose Johannes Schenck in Quellen zum Düsseldorfer Musikleben erstaunlich wenig Spuren hinterlassen hat, gibt Anlass zur Vermutung, Schenck habe einen Teil seiner Laufbahn auch an anderen Orten verbracht. Durch seinen Verleger Estienne Roger hielt Schenck den Kontakt nach Amsterdam aufrecht. In seinem Spätwerk, so in der Sonatensammlung L’Echo du Danube, wird der Einfluss Arcangelo Corellis deutlich. Schencks letzte schriftliche Erwähnung findet sich in einem Dokument des Düsseldorfer Hofsekretärs von 1709. Möglicherweise führte eine Erkrankung an der Gicht dazu, dass Schenck nicht mehr als Instrumentalist auftreten konnte und sich auf einen Posten als Verwaltungsbeamter zurückzog. Im August 1715 erscheint Schencks Gattin Gertrudis Schenck als Taufpatin eines Kindes des Kapellmeisters Johann Hugo von Wilderer. Möglicherweise stand Schenck noch bis zu Pfalzgraf Jan Wellems Tod 1716 in dessen Diensten, danach verliert sich seine Spur.
Das Ölgemälde von Constantin Netscher (1668–1723), auf dem Johannes Schenck mit einer Gambe dargestellt ist, entstand vor 1696; es befindet sich im Museum der Schönen Künste in Musee des Beaux-Arts in Blois. Nach diesem Gemälde fertigte Peter Schenk der Ältere (kein Verwandter des Musikers) einen undatierten Kupferstich an, der bereits den älteren Musiker Johannes Schenck zeigt und sich in einigen Details von seiner Vorlage unterscheidet.

## Werke
- op. 1: Weltliche und kirchliche Vokalmusik
- op. 2: Tyd en Konst-Oeffeningen (15 Suiten für Viola da Gamba und Basso Continuo, Amsterdam 1688)
- op. 3: Il Giardino Armonico (12 Sonaten für zwei Violinen, Viola da Gamba und Basso Continuo, Amsterdam 1691)
- op. 6: Scherzi musicali (14 Suiten in 101 Einzelsätzen für Viola da Gamba und Basso Continuo ad libitum, Amsterdam 1698)
- op. 7: Suonate a violino e violone o cimbalo (Amsterdam 1699)
- op. 8: Le Nymphe di Rheno (Suiten und Sonaten für zwei Gamben, Amsterdam 1702)
- op. 9: L’Echo du Danube (6 Sonaten für Gambe, Amsterdam 1704)
- op. 10: Les fantaisies bisarres de la goutte (Amsterdam 1711/12, teilweise verschollen), Digitalisat des Exemplars Mus. O. 11553 der Staatsbibliothek zu Berlin.

## Einspielungen
- Les Fantaisies bisarres de la Goutte. Lorenz Duftschmid, Sophie Watillon, Rolf Lislevant, Wolfgang Zerer (cpo 2000)
- Bacchus, Ceres en Venus. Camerata Trajectina (Globe: GLO 6060, 2006)
- Il Giardino Armonico Opus III (Welt-Ersteinspielung). La Suave Melodia, Etcetera KTC 1356 (2007)
- The Music of Johann Schenk. Hille Perl (Sony Music / Deutsche Harmonia Mundi: LC-00761//88691903812, 2012)
- Le Nymphe di Rheno. Wieland Kuijken und François Joubert-Caillet (Ricercar 2013)